# フリウーリの君主一覧
フリウーリの君主一覧では、中世前期および近代の一時期に存在したフリウーリの名を冠する国家の君主を列挙する。ランゴバルド王国内の一公国として成立したフリウーリ公国は、フランク王国による征服後フリウーリ辺境伯領に再編された。後にフリウーリ辺境伯位はイタリア王などに受け継がれたが、ベレンガーリオ2世の追放と死去により消滅した。
以下に示す在位期間は、史料によって差異がある場合がある。

## ランゴバルド時代
- 568–c.584 グラスルフ1世
- 568/c.584–590 ギスルフ1世, グラスルフ1世の子
- 590–610 ギスルフ2世, ギスルフ1世の子
- 610–617 タッソ, ギスルフ2世の子
- 610–617 カッコ, タッソの兄弟
- 617–651 グラスルフ2世 (フリウーリ公), ギスルフ2世の兄弟
- 651–663 アゴ
- 663–666 ルプス
- 666 アルネフリド, ルプスの子
- 666–678 ウェクター
- 678–??? ランダー
- ???–694 ロドアルド
- 694 アンスフリド
- 694–705 アド
- 705 フェルドゥルフ
- 705–706 コルヴルス
- 706–739 ペッモ
- 739–744 ラトキス（ランゴバルド王）
- 744–749 アイストゥルフ (ランゴバルド王)
- 749–751 アンセルム (806年死去)
- 751–774 ペトルス
- 774–776 フロドガウド

## カロリング帝国時代

### フリウーリ公
- 776–787 マルカリウス
- 789–799 エリク
- 799–808 ハンフリド
- 808–817 アイオ
- 817–819 カドラー
- 819–828 バルデリク

### フリウーリ辺境伯
- 846–863 エベルハルド
- 863–874 ウンロック（3世）
- 874–890 ベレンガーリオ1世, 神聖ローマ皇帝
- 891–896 ワルフレド
- 896–924 ベレンガーリオ1世（復位）
- 924–966 ベレンガーリオ2世

## フランス第一帝政
- 1808年11月14日–1813年5月23日 ジェラール・デュロック
- 1813年10月28日–1829年9月24日 オルタンス・デュロック